# مامي كانيدا
مامي كانيدا (باليابانية: 金田 真美) هي لاعبة كرة قدم يابانية لعبت مع منتخب اليابان لكرة القدم للسيدات